# Carex vallicola
Carex vallicola är en halvgräsart som beskrevs av Chester Dewey. Carex vallicola ingår i släktet starrar, och familjen halvgräs. Inga underarter finns listade i Catalogue of Life.